# Pawieł Krugłow
Pawieł Nikołajewicz Krugłow (ros. Павел Круглов Николаевич) (ur. 17 września 1985 roku w Moskwie) – rosyjski siatkarz, reprezentant kraju, grający na pozycji atakującego. Został powołany do kadry narodowej w 2007 roku. Wraz z reprezentacją Sbornej zdobył srebrny medal na Mistrzostwach Europy w 2007 roku, rozgrywanych w Rosji.
Od sezonu 2019/2020 występuje w drużynie Lokomotiw Nowosybirsk.

## Sukcesy klubowe
Liga Mistrzów:
- 2007, 2011

Mistrzostwo Rosji:
- 2008, 2020
- 2007, 2011, 2012, 2016, 2017
- 2015, 2018, 2021

Puchar Rosji:
- 2007, 2008

Superpuchar Rosji:
- 2008

Puchar CEV:
- 2012, 2015
- 2010

## Sukcesy reprezentacyjne
Mistrzostwa Europy Kadetów:
- 2003

Mistrzostwa Europy Juniorów:
- 2004

Mistrzostwa Świata Juniorów:
- 2005

Liga Światowa:
- 2006, 2008

Mistrzostwa Europy:
- 2007

Puchar Świata:
- 2011
- 2007

Letnia Uniwersjada:
- 2011

## Nagrody indywidualne
- 2003 - MVP Mistrzostw Europy Kadetów
- 2004 - Najlepszy punktujący i atakujący Mistrzostw Europy Juniorów
- 2015 - MVP Pucharu CEV